# Head or Heart Tour
Head or Heart Tour es la segunda gira de la cantante estadounidense Christina Perri, y se anunció oficialmente el 9 de diciembre de 2013. Las fechas para la gira y pre-ordenar las entradas fueron puestos en libertad el 12 de diciembre de 2013, en la web oficial de Perri. La primera etapa de la gira recorrerá América del Norte, y Perri será apoyada por la cantante británica Birdy.

## Lista de canciones
| Lista de canciones |
| --- |
| 1. Trust 2. Shot Me in the Heart 3. Run 4. Distance 5. Sea of Lovers 6. The Words 7. Butterfly 8. Arms 9. Lonely Child 10. A Thousand Years 11. Be My Forever 12. Human 13. I Believe 14. Penguin 15. Jar of Hearts 16. I Don't Wanna Break |

## Conciertos
| Fecha               | Ciudad            | País              | Lugar               |
| América del Norte   | América del Norte | América del Norte | América del Norte   |
| ------------------- | ----------------- | ----------------- | ------------------- |
| 4 de abril de 2014  | Denver            | Estados Unidos    | Ogden Theatre       |
| 5 de abril de 2014  | Salt Lake City    | Estados Unidos    | The Depot           |
| 8 de abril de 2014  | Minneapolis       | Estados Unidos    | Mill City Nights    |
| 9 de abril de 2014  | Chicago           | Estados Unidos    | House of Blues      |
| 11 de abril de 2014 | Detroit           | Estados Unidos    | Majestic Theater    |
| 12 de abril de 2014 | Cincinnati        | Estados Unidos    | Bogart's            |
| 14 de abril de 2014 | Toronto           | Canadá            | Danforth Music Hall |
| 16 de abril de 2014 | Nueva York        | Estados Unidos    | Irving Plaza        |
| 17 de abril de 2014 | Nueva York        | Estados Unidos    | Irving Plaza        |
| 19 de abril de 2014 | Filadelfia        | Estados Unidos    | Electric Factory    |
| 20 de abril de 2014 | Boston            | Estados Unidos    | House of Blues      |
| 22 de abril de 2014 | Washington D. C.  | Estados Unidos    | 9:30 Club           |
| 24 de abril de 2014 | Cleveland         | Estados Unidos    | House of Blues      |
| 25 de abril de 2014 | Louisville        | Estados Unidos    | Mercury Ballroom    |
| 26 de abril de 2014 | Indianápolis      | Estados Unidos    | Deluxe              |
| 28 de abril de 2014 | San Luis (Misuri) | Estados Unidos    | Plush               |
| 29 de abril de 2014 | Nashville         | Estados Unidos    | Cannery Ballroom    |
| 30 de abril de 2014 | Atlanta           | Estados Unidos    | Buckhead Theatre    |
| 2 de mayo de 2014   | Orlando (Florida) | Estados Unidos    | House of Blues      |
| 3 de mayo de 2014   | St. Petersburg    | Estados Unidos    | State Theatre       |
| 6 de mayo de 2014   | Houston           | Estados Unidos    | House of Blues      |
| 7 de mayo de 2014   | Austin            | Estados Unidos    | Emo's               |
| 9 de mayo de 2014   | Dallas            | Estados Unidos    | House of Blues      |
| 10 de mayo de 2014  | Lawrence          | Estados Unidos    | Grenada Theater     |
| 13 de mayo de 2014  | Tempe             | Estados Unidos    | The Marquee         |
| 14 de mayo de 2014  | San Diego         | Estados Unidos    | Humphreys           |
| 16 de mayo de 2014  | Las Vegas         | Estados Unidos    | House of Blues      |
| 17 de mayo de 2014  | Los Ángeles       | Estados Unidos    | The Wiltern         |
| 20 de mayo de 2014  | San Francisco     | Estados Unidos    | The Fillmore        |
| 21 de mayo de 2014  | Sacramento        | Estados Unidos    | Ace of Spades       |
| 23 de mayo de 2014  | Portland          | Estados Unidos    | Wonder Ballroom     |
| 24 de mayo de 2014  | Seattle           | Estados Unidos    | Neptune             |
| 26 de mayo de 2014  | Vancouver         | Canadá            | Vogue Theatre       |